# Hermann Weingärtner
Hermann Weingärtner (født 27. august 1864 i Frankfurt an der Oder, død 22. december 1919 smst.) var en tysk gymnast og en af de bedste gymnaster i slutningen af 1800-tallet.
Han indledte sin karriere i den lokale gymnastikforening. Senere flyttede han til Berlin for at deltage i det tyske mesterskab. Han deltog i den italienske gymnastikfestival i 1895, hvor han vandt en guldmedalje.
Han deltog i de første olympiske lege i 1896 i Athen. Her stillede han op både individuelt og i de to holddiscipliner. Han var derfor en del af det tyske hold, der vandt guld i både barre, hvor de besejrede to græske hold, og i reck, hvor de var eneste deltagende hold.
Weingärtner deltog også i fem individuelle konkurrencer. Han klarede sig bedst i barre, hvor han vandt guld foran sin landsmand Alfred Flatow samt de øvrige tretten deltagere. Han vandt sølv i bensvingskonkurrencen, hvor han blev besejret af schweizeren Louis Zutter, og i ringkonkurrencen, hvor han delte førstepladsen med grækeren Ioannis Mitropoulos, idet tre dommere stemte for grækeren og tre for tyskeren som vinder; herefter afgjorde prins Georg konkurrencen til sin landsmands fordel. Endelig blev han nummer tre i spring over hest efter landsmanden Carl Schuhmann, der fik guld, og Zutter fra Schweiz. Weingärtner deltog også i reck, men vandt ingen medaljer. Hans seks medaljer gjorde ham til den mest vindende ved det første OL.
Da Weingärtner vendte tilbage til Tyskland, blev han sammen med flere af de øvrige tyske OL-dletagere udelukket fra de tyske mesterskaber, da det nationale forbund havde boykottet OL for at være "utysk".
Weingärtner var udlært købmand, men blev senere leder i sin fars friluftsbad. Han omkom i 1919 under en redningsaktion i Oder.
Hans søn, Erich, forsøgte at sælge en af sin fars "guld"medaljer fra OL til Joseph Goebbels i 1937, men medaljerne for førstepladserne ved de første olympiske lege var af sølv, ikke af guld som det blev senere, og så var Goebbels ikke interesseret. I stedet købte en medalje fra den italienske gymnastikfestival i 1895, der faktisk var af guld. Erich Weingärtner gav senere en OL-medalje til den flerdobbelte japanske OL-mester i gymnastik i 1960'erne, Yukio Endo, der i returgave gav en kulturperle.